# پورتو چرزیو
پورتو چرزیو (به ایتالیایی: Porto Ceresio) یک کومونه در ایتالیا است که در استان وارزه واقع شده‌است. پورتو چرزیو ۵٫۱ کیلومتر مربع مساحت و ۳٬۰۸۰ نفر جمعیت دارد.